# Władysław Orlicz

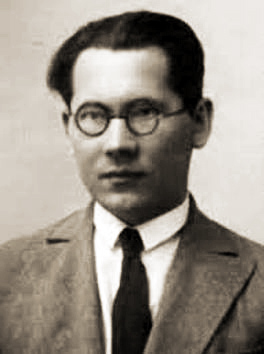
Władysław Orlicz

 Władysław Roman Orlicz (* 24. Mai 1903 in Okocim; † 9. August 1990 in Posen) war ein polnischer Mathematiker der Lemberger Mathematikerschule. Schwerpunkt seiner Arbeit war die Topologie.

## Leben und Wirken
Er war das dritte der fünf Kindern von Franciszek und Maria Orlicz. Der jüngste Bruder starb im Polnisch-Sowjetischen Krieg, der älteste kam im KZ Stutthof ums Leben. Die anderen Brüder wurden ebenfalls Professoren.
Die Familie zog mehrmals um. Władysław Orlicz besuchte die Schule in Tarnów, Znaim und Lemberg, wo er 1920 die Schule beendete und an der Polytechnischen Universität Lemberg Mathematik zu studieren begann. Er studierte unter anderem bei Hugo Steinhaus, Antoni Łomnicki und Stanisław Ruziewicz. Bereits 1923 übernahm er kleine Aufgaben an der Fakultät für Mathematik. Am 1. August 1925 wurde er Juniorassistent an der Johann Casimir Universität in Lemberg. Bereits 1926 veröffentlichte er seine erste wissenschaftliche Arbeit. Seine Dissertation zur Theorie orthogonaler Folgen stellte er 1928 fertig. 1929 ging er mit einem Stipendium nach Göttingen und kehrte 1930, als Senior Assistent, nach Lemberg zurück. 1934 stellte er seine Habilitationsschrift Die Untersuchungen der orthogonalen Systeme vor. Im darauf folgenden Jahr wurde er Assistenzprofessor an der Polytechnischen Universität Lemberg und erhielt die Lehrberechtigung an der Johann Casimir Universität. Schließlich wurde er 1937 außerordentlicher Professor an der Universität Posen.
Vom Ausbruch des Zweiten Weltkrieges wurde er im Urlaub in Lemberg überrascht. Da er nicht nach Posen zurückkonnte, wurde er in Lemberg zum Professor ernannt. Offiziell arbeitete er als Lehrer. Als Anfang 1945 klar wurde, dass Lemberg nicht mehr zu Polen gehören würde, ging Władysław Orlicz zurück nach Posen. 1948 wurde er als ordentlicher Professor an die Universität Posen berufen, wo er bis zu seinem Ruhestand 1970 blieb. Orlicz wurde 1948 mit dem Stefan-Banach-Preis ausgezeichnet. 1956 wurde er korrespondierendes und 1961 Vollmitglied der Polnischen Akademie der Wissenschaften.